# Nakajima A4N
Le Nakajima A4N était un avion de chasse embarqué utilisé par la Marine impériale japonaise. Il fut également le dernier biplan produit par Nakajima. Le premier prototype a effectué son premier vol en automne 1934, mais à la suite de problèmes de motorisation, il a fallu attendre l'automne 1936 pour le voir entrer en service. La marine japonaise le désigna Type 95, et en tout 221 appareils furent produits de 1936 à 1940. Ces avions furent principalement utilisés durant la guerre sino-japonaise (1937-1945).